# Callicarpa scandens
Callicarpa scandens là một loài thực vật có hoa trong họ Hoa môi. Loài này được (Moldenke) Govaerts mô tả khoa học đầu tiên năm 1999.